# Goldberg-III-Gruppe

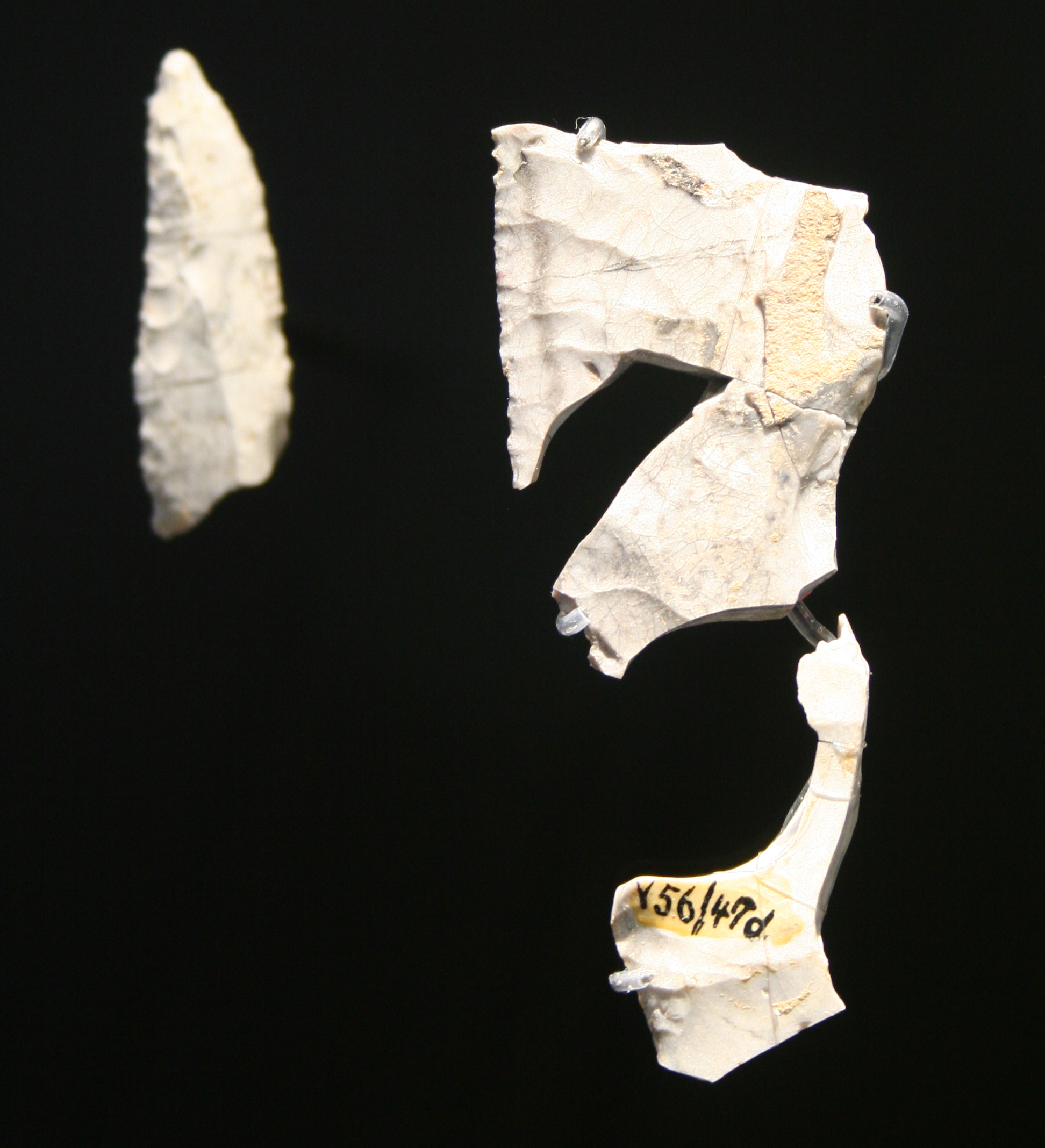
Spitzklinge und Bruchstück eines Dolches aus Unterjettingen; Landesmuseum Württemberg, Stuttgart

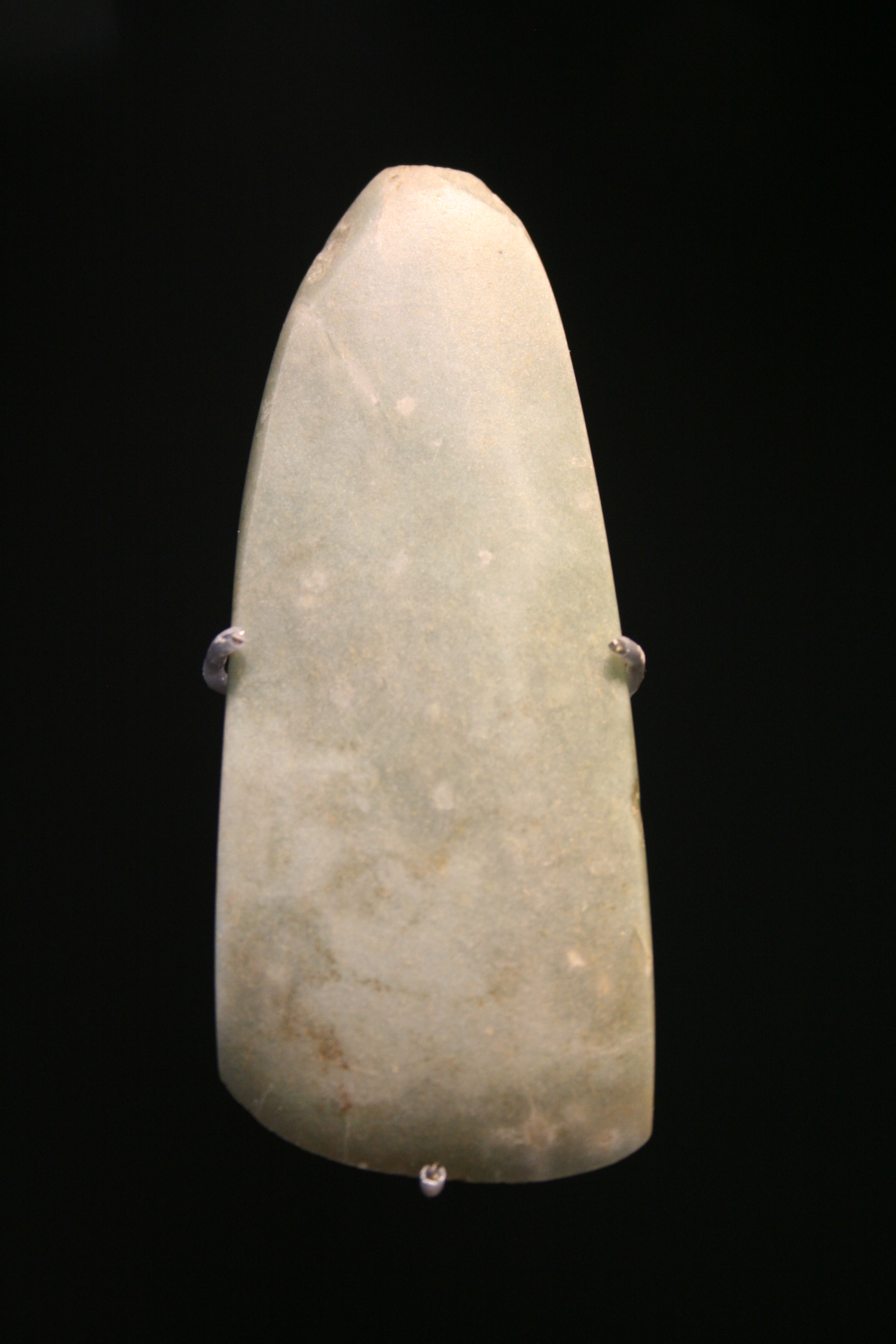
Jadeit-Beil aus Unterjettingen; Landesmuseum Württemberg, Stuttgart

Die Goldberg-III-Gruppe ist eine endneolithische Kulturgruppe im östlichen Teil von Baden-Württemberg (Ostalb), im westlichen Teil Bayerns und in Oberschwaben. Sie bestand gleichzeitig mit der späten Horgener Kultur (in der Schweiz und Südwestdeutschland) und der Spätphase der ostbayerischen Chamer Kultur, etwa zwischen 2900 und 2500 v. Chr.

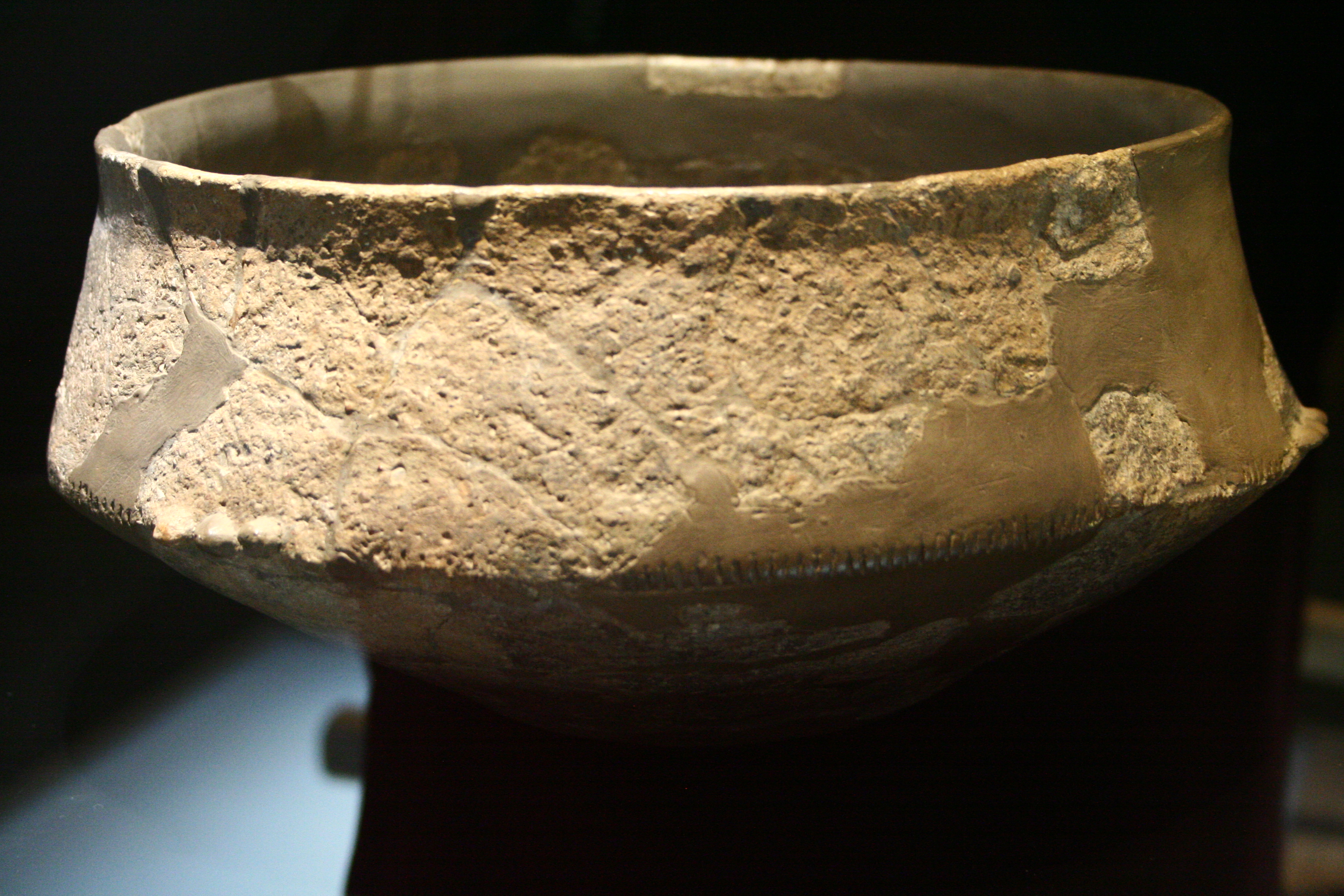
Knickwandschüssel aus Unterjettingen; Landesmuseum Württemberg, Stuttgart

Der Name leitet sich von der dritten, auf dem Goldberg bei Riesbürg im Ostalbkreis (nahe Nördlingen) entdeckten Siedlung ab. Der Begriff Goldberg III wurde 1937 durch Gerhard Bersu eingeführt.

## Materielle Kultur
Die Gruppe wird gegenüber der Horgener Kultur als eigenständig angesehen, zeigt aber sowohl Einflüsse dieser Kultur als auch marginale Einflüsse der Becherkulturen. Deutlicher sind Einflüsse der Wartberg-Kultur sowie der Chamer Kultur, zu der sie manchmal gezählt wird. Im Jahre 1998 gab es bereits 13 Fundorte mit und 7 ohne „mattengerauhte Ware“ vom Typ Goldberg III. Es können zwei Phasen unterschieden werden: Die ältere ist durch Seekirch-Stockwiesen (2905–2870 v. Chr.) repräsentiert, die entwickelte Phase durch die Siedlung Alleshausen-Grundwiesen (2875–2840 v. Chr.).
In der gleichnamigen (eponymen) Siedlung Goldberg III liegen etwa 50 quadratische Grubenhäuser mit unregelmäßigen Pfostensetzungen, die in kreisförmigen Gruppen angeordnet waren. Außerdem gab es bis zu vier Meter tiefe, zylindrische Gruben (Keller).
Für die Keramik sind S-förmig profilierte Gefäße und Knickwandschüsseln typisch, unter anderem in Pfeilstichtechnik, häufig mit hängenden oder stehenden Dreiecken geschmückt. Die Verzierungen wurde mit Kohlengrus durchgeführt, sogenannte mattengerauhte Ware. Bei den Steingeräten sind lange Klingen und Sicheln aus Feuerstein typisch, außerdem Knaufhammeräxte und rechteckige und trapezförmige Beile aus Felsgestein, zum Teil in Geweihzwischenfutter mit vierkantigen Zapfen. Des Weiteren gibt es Lanzettäxte, kupferne Beile und Meißel sowie diverse organische Artefakte.
Das Spektrum der Tierknochenfunde weist, in der Tradition Südwestdeutschlands liegend, starke Schwankungen zwischen Haus- und Wildtieren auf. Hans-Peter Uerpmann führte dies auf die Schutzjagd (Schutz der Ackerbauflächen) zurück. Angesichts fehlender ähnlicher Befunde in anderen Regionen ist dies aber kaum aufrechtzuerhalten. Karlheinz Steppan vermutet wohl zu Recht sporadische, klimatisch verursachte Ernteeinbrüche.